# Политические партии Казахстана
Конституция Республики Казахстан гарантирует права партий, движений, ассоциаций, за исключением тех, чья деятельность направлена на «насильственное изменение конституционного строя, нарушение целостности республики, подрыв безопасности государства, разжигание социальной, расовой, национальной, религиозной, сословной и родовой розни». Вмешательство государства в дела партий и общественных объединений не допускается. 
Согласно последней редакции Закона Республики Казахстан "О политических партиях", политическая партия создается по инициативе группы граждан Республики Казахстан численностью не менее 700 человек, созывающих учредительный съезд (конференцию) политической партии и представляющих две трети областей, городов республиканского значения и столицы.
В настоящее время количественный порог для регистрации политических партий составляет 5 тысяч человек.

## Партии, зарегистрированные в Центральной избирательной комиссии
В Казахстане официально зарегистрированы следующие политические партии:
- Аманат
- Демократическая партия Казахстана «Ак жол»
- Народная партия Казахстана
- Народно-демократическая патриотическая партия «Ауыл»
- Общенациональная социал-демократическая партия
- Партия «Respublica»
- Партия зелёных «Байтак»[4]

### Парламентские партии
| Название партии                                  | Лидер партии          | Руководитель фракции  | Численность фракции |
| ------------------------------------------------ | --------------------- | --------------------- | ------------------- |
| «Аманат»                                         | Ерлан Кошанов         | Елнур Бейсенбаев      | 62                  |
| «Ауыл»                                           | Али Бектаев           | Анас Баккожаев        | 8                   |
| «Respublica»                                     | Айдарбек Ходжаназаров | Айдарбек Ходжаназаров | 6                   |
| «Ак жол»                                         | Азат Перуашев         | Азат Перуашев         | 6                   |
| Народная партия Казахстана                       | Ермухамет Ертысбаев   | Магеррам Магеррамов   | 5                   |
| «Общенациональная социал-демократическая партия» | Асхат Рахимжанов      | Асхат Рахимжанов      | 4                   |

## Запрещённые властями
- Народная партия «Алга!»
- Народная партия «Демократический выбор Казахстана»
- Хизб ут-Тахрир аль-Ислами

## Закрывшиеся самостоятельно
- Союз народного единства Казахстана[пол.] (1993—1999)
- Гражданская партия Казахстана (1998—2006)
- Аграрная партия Казахстана (1999—2006)
- Республиканская партия «Асар» (2003—2006)
- Азат (партия) (2005—2009)
- Партия «Руханият» (1995—2013)
- Демократическая партия «Адилет» (2004—2013)
- Партия патриотов Казахстана (2000—2015)
- Социалистическое движение Казахстана (2006—?)
- Партия «Адал» (2013—2022)

## Партии начала XX века
- Иттифак аль-муслимин (1905—1907)
- Уш-Жуз (1917—1919)
- Партия Алаш (1917—1920)
- Коммунистическая партия Казахстана (1937—1991)